# プリンゼンホフ (ブルッヘ)

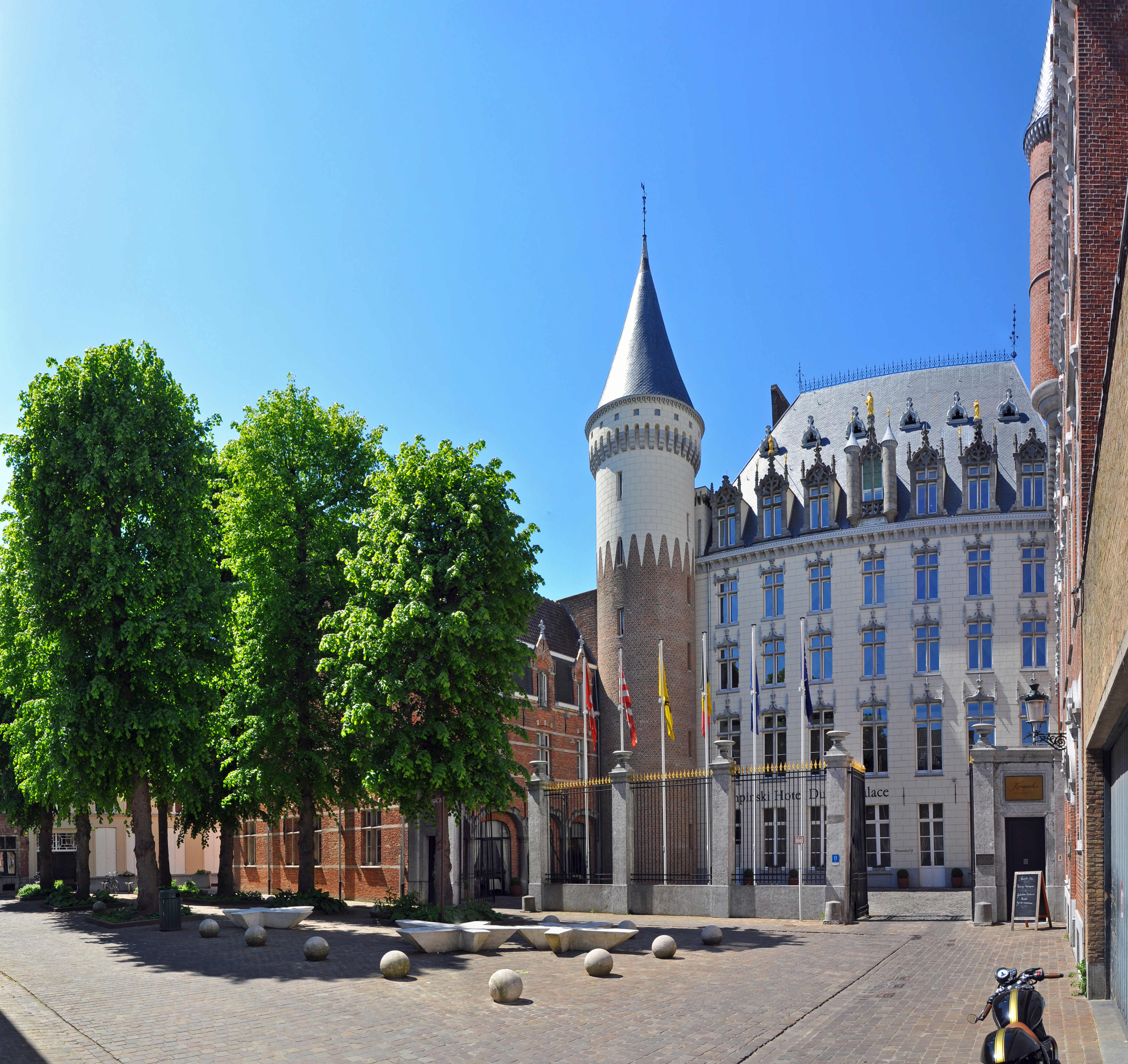
2013年撮影

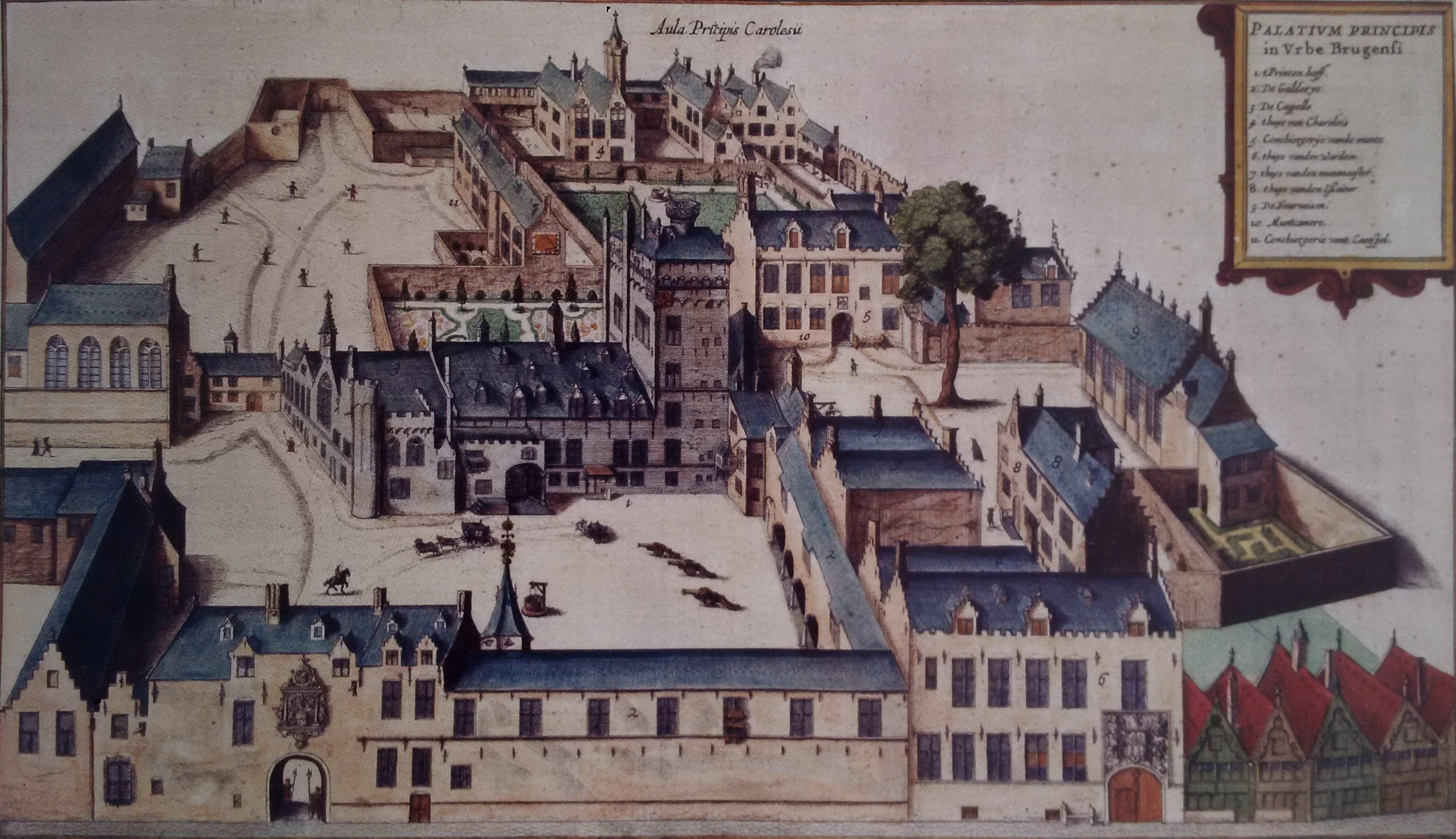
ブルゴーニュ公国時代のプリンゼンホフ（17世紀画）

プリンゼンホフ（Prinsenhof）は、ベルギーのブルッヘ（仏：ブリュージュ）にある城館。

## 概要
14世紀半ばから15世紀後半にかけたブルゴーニュ公国時代には、ブルゴーニュ公の宮廷が置かれた。宮廷を中心にブルッヘで行われた祝典等は、ブルゴーニュ公国の権威と繁栄を示すものとなった。
現在はホテル（ザ・デュークス・パレス・ブルッヘ）として営業している。

## 歴史
1369年以降、史料に登場する。ヴァロワ＝ブルゴーニュ家の第3代ブルゴーニュ公フィリップ3世（善良公/ル・ボン）は、フランス王国内での移動を繰り返した先代たちと異なり、領内各地にプリンゼンホフ（邸宅）を構え、特にブルッヘに好んで滞在した。
フィリップ善良公の子：シャルル（突進公/ル・テメレール）及びその娘マリーにとっても、重要な拠点となり、数百人に及ぶ家令が仕えた。